# Makarow (Pistole)
Die Pistole Makarow, kurz als PM (russisch пистолет Макарова (ПМ), deutsche Transkription: pistolet Makarowa) bezeichnet, ist eine in der Sowjetunion entwickelte und bis heute produzierte Selbstladepistole. Sie verschießt die speziell geschaffene Patrone 9 × 18 mm und ist komplett aus Stahl gefräst. Benannt ist die Waffe nach ihrem Konstrukteur Nikolai Fjodorowitsch Makarow.

## Entwicklung
Die Makarow resultierte aus einem 1945 ausgeschriebenen Wettbewerb für ein Nachfolgemodell der Selbstladepistole Tokarew TT-33. Die Produktion begann 1949. Die Pistole wurde in den Jahren 1951 bis 1991 bei der Sowjetarmee als Standard-Ordonnanzwaffe (Seitenwaffe) verwendet und wird noch heute in den russischen Streitkräften geführt, jedoch schrittweise durch die Jarygin PJa ersetzt. In sehr vielen Ländern war oder ist sie Standardwaffe der Polizei und des Militärs.
Die speziell für diese Pistole entwickelte Patrone ähnelt der 1936 von Geco und Walther in Zella-Mehlis für die Luftwaffe vorgeschlagenen, jedoch nicht eingeführten Patrone 9 mm Ultra.

## Beschreibung
Die Pistole Makarow ist ein unverriegelter Rückdrucklader mit feststehendem Lauf und Feder-Masse-Verschluss. Sie funktioniert nach dem DA/SA-Prinzip. Sie hat einen Spannabzug und kann sowohl in Double-Action als auch mit vorher gespanntem Hahn weich abgezogen werden. Beim Entspannen des Hahns greift der Ansatz des Abzughebels selbstständig in die Sicherheitsrast und verhindert, dass das Schlagstück auf den Schlagbolzen schlägt. Die Sicherung blockiert Abzug sowie Schlagbolzen und entspannt auch den Hammer. Das Magazin ist ein einreihiges Stangenmagazin. Zerlegt wird die Pistole, indem man – bei entnommenem Magazin – zuerst den Abzugsbügel nach unten zieht, nach rechts oder links schiebt, so dass er auf dem Griffstück aufliegt, und anschließend schlicht den Verschluss nach hinten zieht und anhebt.
In diesen Charakteristika sowie auch der Ästhetik ähnelt die Makarow-Pistole der deutschen Walther PP. Im Gegensatz zu dieser besteht die Pistole Makarow aus lediglich 27 Einzelteilen. Die Gestaltung der einzelnen Bauteile (Hammer, Abzug, Ausstoßer, Verschlussfang, Schlagbolzen, Sicherungshebel) sowie ihre innere Funktion untereinander ist anders als bei der PP.
Die Schließfeder umschließt den Lauf und ist leicht konisch geformt, d. h. das hintere Ende der Feder hat einen geringfügig geringeren Durchmesser als das vordere. Wird die Schließfeder bei der Montage verkehrt herum eingebaut, gleitet der Schlitten nach dem Schuss entweder langsam oder gar nicht nach vorn und verursacht eine Ladehemmung. Die Schlagfeder im Griffrücken dient gleichzeitig als Magazinrastfeder. Am unteren Griffstück ist eine Fangriemenöse angebracht. Ist die letzte Patrone verschossen, hält der Schlittenfang den Schlitten in der hinteren Stellung. Nach dem Einführen des Reservemagazines entriegelt ein Druck nach unten auf den Schlittenfanghebel an der linken Rahmenseite oberhalb des Abzuges den Schlitten, so dass er nach vorn schnellt, eine neue Patrone in das Patronenlager einführt und die Waffe schussbereit ist. Die leeren Patronenhülsen werden nach rechts oben ausgeworfen.

## Varianten
- PB: schallgedämpfte Version (pistolet bes’schumnyj – lautlose Pistole)
- PMM: modernisiertes Modell mit zweireihigem Magazin für 12 Schuss und einem höheren Gewicht
- Typ 59: chinesischer Nachbau
- K59: vietnamesische Lizenzversion der Typ 59
- Isch 70/71: Zivilmodelle, auch im Kaliber .380 ACP verfügbar
- MR-371: Signalpistole

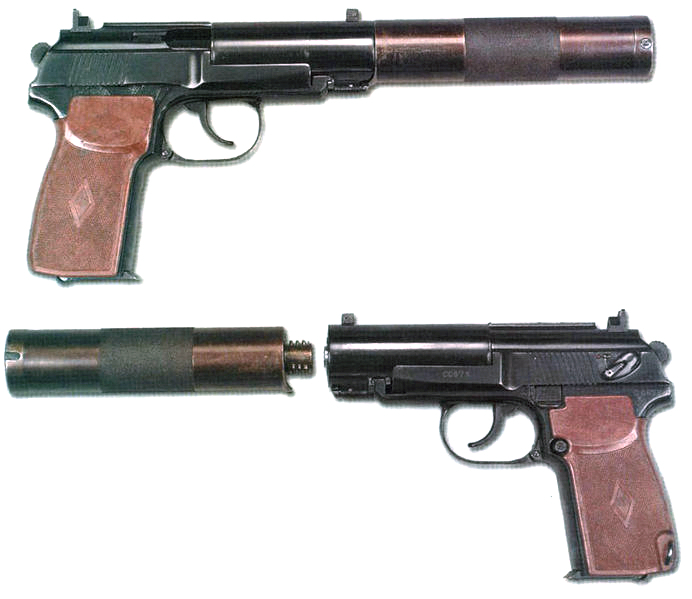
Modell PB
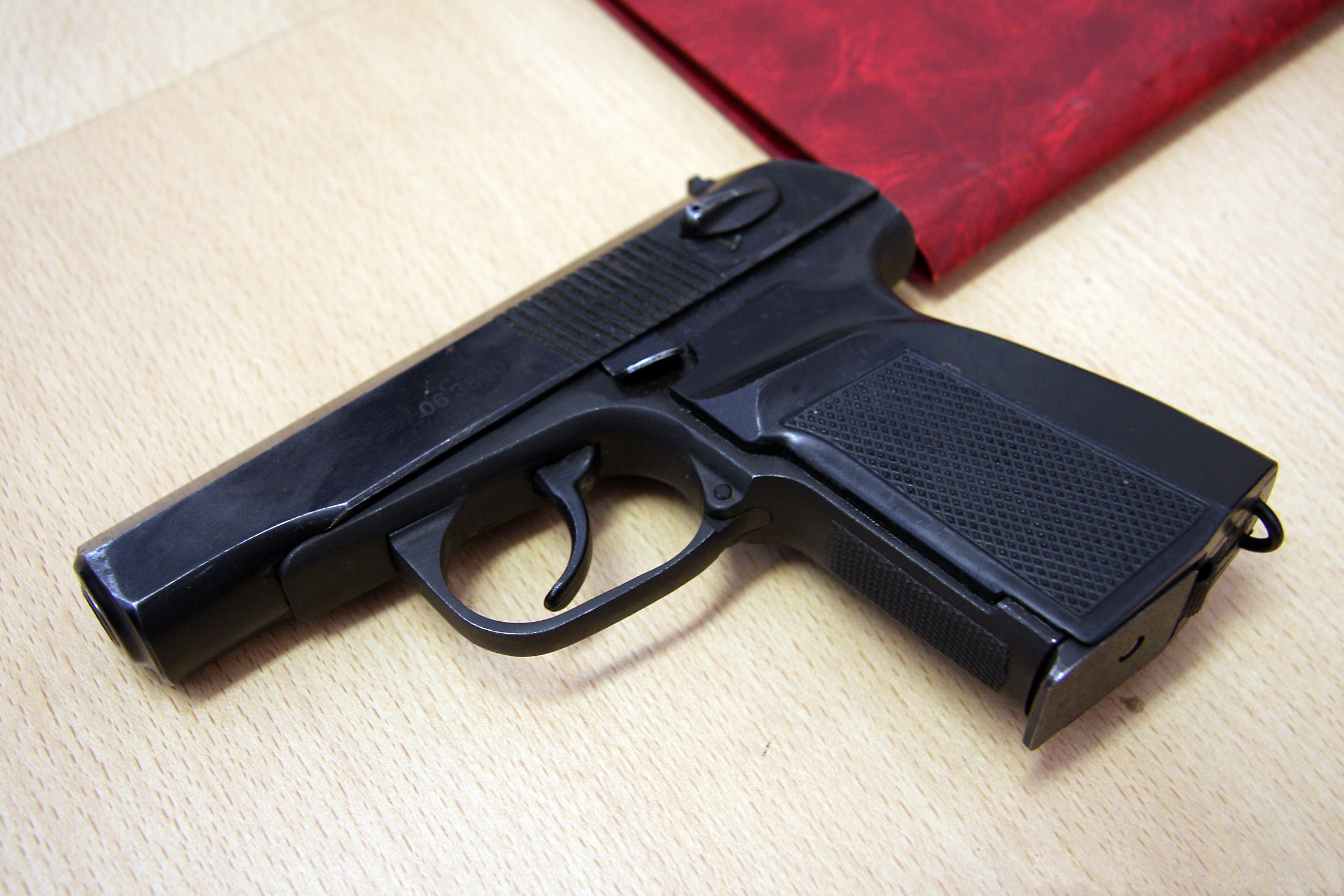
Modell PMM
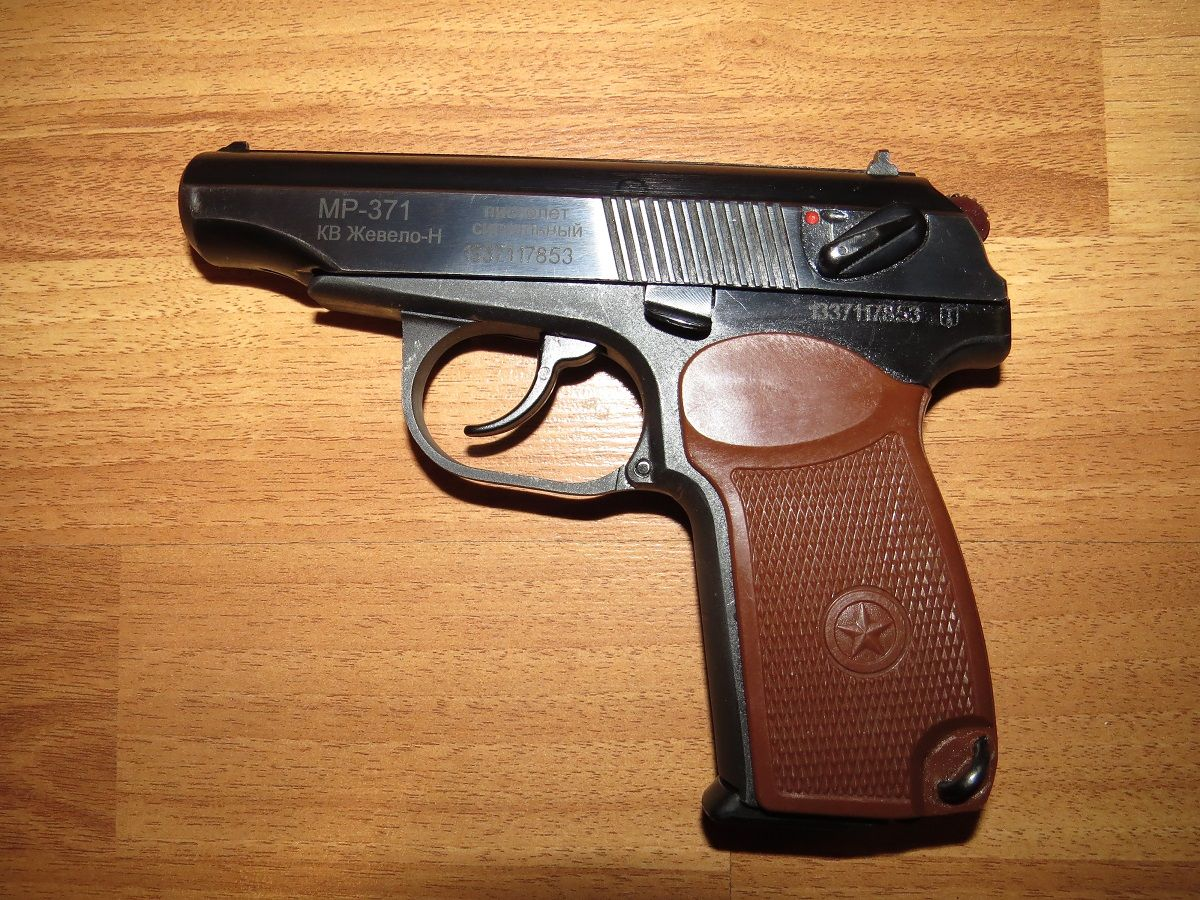
MR-371